# Aszur-nadin-ahhe I
Aszur-nadin-ahhe I (akad. Aššur-nādin-ahhē, tłum. „Aszur jest tym, który dał braci”) – władca Asyrii (połowa XV w. p.n.e.), syn i następca Aszur-rabi I. Nie wiadomo jak długo rządził, gdyż informacja ta nie zachowała się w żadnej ze znanych kopii Asyryjskiej listy królów. Według najbardziej kompletnego fragmentu z kopii B tej listy (tzw. Khorsabad List) Aszur-nadin-ahhe I (maš-šur-SUM-PAB.MEŠ) przejął władzę w Asyrii po swym ojcu Aszur-rabi I, a następnie, po nieznanej liczbie lat rządów (tekst uszkodzony), usunięty został z tronu przez swego brata Enlil-nasira II, który samemu panował przez 6 lat.
W trakcie wykopalisk w mieście Aszur odnaleziono szereg cegieł z inskrypcją władcy o imieniu Aszur-nadin-ahhe, brzmiącą: „(Własność) pałacu Aszur-nadin-ahhe, zarządcy boga Aszura” (É.GAL mda-šur4-na-din-ŠEŠ.MEŠ ÉNSI da-šur4). Wskazuje ona, że Aszur-nadin-ahhe wznieść musiał w mieście Aszur swój pałac, ale nie ma pewności, czy chodzi tu o Aszur-nadin-ahhe I czy też Aszur-nadin-ahhe II. Władca o imieniu Aszur-nadin-ahhe wzmiankowany jest również w kilku tekstach późniejszego asyryjskiego króla Aszur-uballita I (1363–1328 p.n.e.). W uszkodzonej inskrypcji umieszczonej na fragmencie glinianego stożka z Aszur, dotyczącej najprawdopodobniej prac renowacyjnych Aszur-uballita I przy Nowym Pałacu (É.GAL-lì GIBIL-ti), jako budowniczy tego pałacu wymieniany jest Aszur-nadin-ahhe (mda-šùr-na-din-ŠEŠ.ME[Š]). Aszur-uballit I wspomina o Aszur-nadin-ahhe również w swej innej inskrypcji pochodzącej z miasta Aszur. Inskrypcja ta, wyryta na kamieniu, jest dość niezwykła, gdyż opisuje zasypanie studni wykopanej niegdyś na rozkaz „Aszur-nadin-ahhe, zarządcy boga Aszura” (mda-šur-na-din-a-ḫi ÉNSI da-šur). O Aszur-nadin-ahhe mowa jest też w jednym z listów Aszur-uballita I (EA 16) wysłanych do egipskiego faraona, najprawdopodobniej Echnatona, zachowanych w korespondencji amarneńskiej. W liście tym Aszur-uballit I prosi faraona o złoto, powołując się na wcześniejsze kontakty dyplomatyczne pomiędzy władcami Asyrii i Egiptu, sięgające czasów Aszur-nadin-ahhe: „Gdy mój przodek Aszur-nadin-ahhe napisał do kraju Egipt, oni wysłali mu 20 talentów złota”. We wszystkich tych przypadkach również nie ma pewności o którego Aszur-nadin-ahhe chodzi, ale wydaje się bardziej prawdopodobne, że Aszur-uballit I miał tu na myśli swego dziadka Aszur-nadin-ahhe II, a nie rządzącego kilka dziesięcioleci wcześniej Aszur-nadin-ahhe I. 